# ريتشارد بول (ممثل)
ريتشارد بول (بالإنجليزية: Richard Bull)‏ مواليد 26 يونيو 1924 في زيون، الولايات المتحدة - الوفاة 3 فبراير 2014 في كالاباساس، الولايات المتحدة، هو ممثل أمريكي بدأ مسيرته الفنية سنة 1956. امتدت مسيرته الفنية لأكثر من 58 عاما.

## الأعمال

### أفلام
- علاقة توماس كراون

### مسلسلات
- أبنائي الثلاثة
- ميشين إمبوسيبول
- مانيكس
- بونانزا
- كولمبو
- بيت صغير على المرج
- ديزاينينغ وومين

## روابط خارجية
- ريتشارد بول على موقع IMDb (الإنجليزية)
- ريتشارد بول على موقع تيرنر كلاسيك موفيز (الإنجليزية)
- ريتشارد بول على موقع أول موفي (الإنجليزية)
- ريتشارد بول على موقع إن إن دي بي (الإنجليزية)
- ريتشارد بول على موقع قاعدة بيانات الفيلم (الإنجليزية)